# North East England
| North East England             | North East England                 |
| ------------------------------ | ---------------------------------- |
| Karte                          |                                    |
| Geografie                      |                                    |
| Fläche                         | 8592 km²                           |
| Verwaltungssitz                | Newcastle                          |
| Demografie                     |                                    |
| Bevölkerung Bevölkerungsdichte | 2.602.310 (2012) 303 Einwohner/km² |

North East England (englisch für Nordostengland) ist eine der kleinsten der neun Regionen Englands. Sie wird gelegentlich auch Northumbria genannt.
Zu dieser Region gehören die fünf Metropolitan Boroughs von Tyne and Wear sowie sieben Unitary Authorities:
| - 01. Northumberland - Tyne and Wear (Metropolitan County) - 2. Newcastle upon Tyne - 3. Gateshead - 4. North Tyneside - 5. South Tyneside - 6. Sunderland - 07. County Durham - 08. Darlington - 09. Stockton-on-Tees - 10. Hartlepool - 11. Redcar and Cleveland - 12. Middlesbrough |

## Wirtschaft
Im Vergleich mit dem BIP der EU ausgedrückt in Kaufkraftstandards erreicht die Region einen Index von 80 (EU-28=100) (2015).

## Politik
Politisch wird die Region seit Jahrzehnten von der Labour Party dominiert. Am 4. November 2004 fand in der Region ein Referendum statt, bei dem die Wähler darüber zu entscheiden hatten, ob eine eigene gewählte Regionalversammlung für die Region eingerichtet werden solle. Das Projekt wurde mit großer Mehrheit von den Abstimmenden abgelehnt. Das Ereignis markierte einen wichtigen Wendepunkt in der Politik der Labour-Regierung unter Tony Blair zur Devolution Englands. Entsprechende Pläne wurden danach nicht mehr weiter verfolgt.